# Circus (revista de còmic)
Circus és una revista francesa de còmics, editada per Editions Glénat, el primer número es va publicar l'abril del 1975, el darrer número fou el 130 i es va publicar l'octubre de 1989.

## Principals sèries publicades
Algunes de les sèries publicades a la revista son:
- Arno d'André Juillard i Jacques Martin.[3]
- Balade au bout du monde, de Makyo i Laurent Vicomte
- Bob Marone, de Yann i Conrad
- Cargo, de Michel Schetter
- Le Destin de Sarah, de Marc Hernu
- Grimion Gant de Cuir, de Makyo
- Ernie Pike, d'Hugo Pratt i Héctor Germán Oesterheld
- Grocs, de Tito i Jan Bucquoy
- Les Passagers du vent, de François Bourgeon
- Patrick Maudick, de Patrick Dumas
- Sambre, d'Yslaire i Balac
- Serge Morand, d'André-Paul Duchâteau i Patrice Sanahujas
- Les Sept Vies de l'Épervier, d'André Juillard i Patrick Cothias
- Vic Voyage, de Sergio Macedo